# Playa de La Bota
La Playa de la Bota es una playa natural situado en el término municipal de Punta Umbría, provincia de Huelva.

## Descripción
La Playa de la Bota, también conocida como Playa de "El Cruce" (por estar situada en el cruce entre las carreteras de Huelva, Cartaya y Punta Umbría), es una playa situada en el término municipal de Punta Umbría, en la provincia de Huelva (España). Situada en un entorno semivirgen, sin edificaciones anexas, es usada, por su cercanía a la capital, como una playa urbana para la ciudad de Huelva. Por su limpieza y conservación suele ser galardonada con una Bandera Azul por la Fundación Europea de Educación Ambiental. Históricamente es reseñable porque es la playa donde apareció el cuerpo de William Martin, hecho esencial en el devenir de la II Guerra Mundial.

### Características
- Situación: rodeada de pinares y dunas de arena fina y blanca y rodeada por el paraje natural de la Laguna de El Portil y los Enebrales de Punta Umbría.
- Bandera azul recurrente.

## Enlaces
- Wikimedia Commons alberga una categoría multimedia sobre Playa de La Bota.
- Guía de playas de la provincia de Huelva

- Datos: Q5493494
- Multimedia: Playa de La Bota / Q5493494